# Kỳ thi năng lực tiếng Nhật
Kỳ thi năng lực tiếng Nhật (Nhật: 日本語能力試験 (Nhật Bản ngữ năng lực thí nghiệm) Hepburn: Nihongo nōryoku shiken, tiếng Anh: Japanese Language Proficiency Test - JLPT) là kì thi lâu đời nhất, có uy tín nhất, được phổ biến rộng rãi tại hơn 50 quốc gia trên toàn thế giới, thích hợp với tất cả những người học tiếng Nhật muốn kiểm tra và đánh giá trình độ năng lực Nhật ngữ của mình. Do hiệp hội hỗ trợ quốc tế Nhật Bản và Quỹ giao lưu quốc tế Nhật Bản chủ trì tổ chức.

## Lịch sử
Kỳ thi JLPT được tổ chức lần đầu tiên vào năm 1984 nhằm đáp ứng nhu cầu ngày càng tăng về chứng chỉ tiếng Nhật tiêu chuẩn. Ban đầu, 7.000 người đã tham gia bài kiểm tra. Cho đến năm 2003, JLPT là một trong những yêu cầu đối với người nước ngoài vào các trường đại học Nhật Bản. Kể từ năm 2003, Kỳ thi tuyển sinh đại học Nhật Bản dành cho sinh viên quốc tế ( Examination for Japanese University Admission for International Students - EJU) được hầu hết các trường đại học sử dụng cho mục đích này; Không giống như JLPT chỉ là bài thi trắc nghiệm, EJU có các phần yêu cầu thí sinh viết bằng tiếng Nhật.

## Thời gian tổ chức
Bài kiểm tra được tổ chức hai lần một năm tại Nhật Bản và một số quốc gia được chọn (vào Chủ nhật đầu tiên của tháng 7 và tháng 12) và mỗi năm một lần ở các khu vực khác (vào Chủ nhật đầu tiên của tháng 12 hoặc tháng 7 tùy theo khu vực).

## Các cấp độ và điểm số
Trước năm 2009, bài thi gồm 4 cấp độ. Từ 2009 tới nay gồm 5 cấp độ từ thấp đến cao: N5, N4, N3, N2, N1.
Điểm tối đa là 180 điểm cho 03 nhóm môn thi, trong đó điểm tối thiểu/ tổng điểm của từng phần và các cấp độ, trình độ ứng với các cấp độ được mô tả như sau:
| Cấp độ | Tóm tắt năng lực ngôn ngữ cần thiết cho từng cấp độ | Điểm đậu/tổng điểm | Điểm tối thiểu/tổng điểm từng phần          | Điểm tối thiểu/tổng điểm từng phần | Điểm tối thiểu/tổng điểm từng phần |
| Cấp độ | Tóm tắt năng lực ngôn ngữ cần thiết cho từng cấp độ | Điểm đậu/tổng điểm | Kiến thức ngôn ngữ (Chữ, từ vựng, ngữ pháp) | Đọc hiểu                           | Nghe hiểu                          |
| ------ | --- | ------------------ | ------------------------------------------- | ---------------------------------- | ---------------------------------- |
| N5     | Trình độ cơ bản: Có khả năng hiểu một số tiếng Nhật cơ bản. - Đọc: Có thể đọc và hiểu các cách diễn đạt và câu điển hình được viết bằng chữ hiragana, katakana và kanji cơ bản. - Nghe: Có thể nghe và hiểu các cuộc trò chuyện về các chủ đề thường gặp trong cuộc sống hàng ngày và các tình huống trong lớp, đồng thời có thể thu thập thông tin cần thiết từ các cuộc trò chuyện ngắn được nói chậm. | 80/180             | 38/120                                      | 38/120                             | 19/60                              |
| N4     | Trình độ sơ cấp: Có khả năng hiểu tiếng Nhật cơ bản. - Đọc: Có thể đọc và hiểu các đoạn văn về chủ đề quen thuộc hàng ngày được viết bằng từ vựng và chữ Hán cơ bản. - Nghe: Có thể nghe và hiểu các cuộc hội thoại gặp trong cuộc sống hàng ngày và nhìn chung có thể hiểu được nội dung của chúng, miễn là chúng được nói chậm.. | 90/180             | 38/120                                      | 38/120                             | 19/60                              |
| N3     | Trình độ trung cấp: Khả năng hiểu tiếng Nhật sử dụng trong các tình huống hàng ngày ở một mức độ nhất định. - Đọc: Có thể đọc, hiểu các tài liệu viết có nội dung cụ thể liên quan đến các chủ đề hàng ngày, nắm bắt được những thông tin tóm tắt gặp phải như tiêu đề báo chí, ngoài ra còn có thể đọc được những bài viết hơi khó trong các tình huống thường ngày và hiểu được ý chính của bài viết. nội dung nếu có sẵn một số cụm từ thay thế để hỗ trợ sự hiểu biết của một người. - Nghe: Có thể nghe và hiểu các cuộc hội thoại mạch lạc trong các tình huống hàng ngày, nói với tốc độ gần như tự nhiên và nhìn chung có thể theo dõi nội dung cũng như nắm bắt được mối quan hệ giữa những người liên quan.                                          | 95/180             | 19/60                                       | 19/60                              | 19/60                              |
| N2     | Trình độ cận cao cấp: Khả năng hiểu tiếng Nhật sử dụng trong các tình huống hàng ngày và nhiều hoàn cảnh khác nhau ở một mức độ nhất định. - Đọc: Có thể đọc các tài liệu được viết rõ ràng về nhiều chủ đề khác nhau, chẳng hạn như các bài báo và bình luận trên báo và tạp chí cũng như những lời phê bình đơn giản và hiểu được nội dung của chúng. hiểu ý đồ của người viết. - Nghe: Có thể hiểu các tình huống được trình bày bằng miệng, chẳng hạn như các cuộc hội thoại mạch lạc và các báo cáo tin tức, được nói với tốc độ gần như tự nhiên trong cuộc sống hàng ngày cũng như trong nhiều bối cảnh khác nhau, đồng thời có thể hiểu được ý tưởng và nội dung của chúng. những người liên quan và những điểm thiết yếu của tài liệu được trình bày. | 90/180             | 19/60                                       | 19/60                              | 19/60                              |
| N1     | Trình độ cao cấp: Khả năng hiểu tiếng Nhật được sử dụng trong nhiều trường hợp khác nhau. - Đọc: Có thể đọc những bài viết có tính logic phức tạp và/hoặc những bài viết trừu tượng về nhiều chủ đề khác nhau, chẳng hạn như các bài xã luận và phê bình trên báo, đồng thời hiểu được cả cấu trúc và nội dung của chúng. tường thuật cũng như hiểu được ý định của người viết một cách toàn diện. - Nghe: Một người có thể trình bày bằng miệng các tài liệu như các cuộc hội thoại mạch lạc, các báo cáo tin tức và bài giảng, nói với tốc độ tự nhiên trong nhiều bối cảnh khác nhau và có thể theo dõi ý tưởng cũng như hiểu nội dung một cách toàn diện. chẳng hạn như mối quan hệ giữa những người liên quan, cấu trúc logic và những điểm thiết yếu.    | 100/180            | 19/60                                       | 19/60                              | 19/60                              |

## Thời gian bài thi
Thời gian từng phần thi theo số phút như sau:
| Cấp độ                                          | N5  | N4  | N3  | N2  | N1  |
| ----------------------------------------------- | --- | --- | --- | --- | --- |
| Kiến thức ngôn ngữ (Chữ Hán, từ vựng, ngữ pháp) | 25  | 30  | 30  | 105 | 110 |
| Đọc hiểu                                        | 50  | 60  | 70  | 105 | 110 |
| Nghe hiểu                                       | 30  | 35  | 40  | 50  | 60  |
| Tổng cộng                                       | 105 | 125 | 140 | 155 | 170 |

## Thống kê
Thời lượng học bắt buộc để có thể đậu bài thi
|    | Những người biết Kanji (ví dụ như diễn giả của Trung Quốc hay Hàn Quốc) | Các sinh viên khác (không biết chữ Hán trước) |
| -- | ----------------------------------------------------------------------- | --------------------------------------------- |
| N1 | 1700~2600 giờ                                                           | 3000~4800 giờ                                 |
| N2 | 1150~1800 giờ                                                           | 1600~2800 giờ                                 |
| N3 | 700~1100 giờ                                                            | 950~1700 giờ                                  |
| N4 | 400~700 giờ                                                             | 575~1000 giờ                                  |
| N5 | 250~450 giờ                                                             | 325~600 giờ                                   |